# Ochotnicza Straż Pożarna w Dziebałtowie
Ochotnicza Straż Pożarna w Dziebałtowie – jednostka ochotniczej straży pożarnej w Nowym Dziebałtowie wchodząca w skład Krajowego Systemu Ratowniczo-Gaśniczego (KSRG).

## Historia
Jednostkę Ochotniczej Straży Pożarnej w Dziebałtowie utworzono w 1926 z inicjatywy mieszkańców miejscowości. Po zaakceptowaniu wniosku przez ówczesne władze i spełnieniu wszystkich wymogów formalnych w dniu 28 maja 1926 decyzją Wojewody Kieleckiego do rejestru stowarzyszeń i związków wpisano stowarzyszenie pod nazwą Towarzystwo Ochotniczej Straży Pożarnej w Dziebałtowie. Była to czwarta tego typu jednostka w gminie Końskie po OSP w Końskich, Kornicy i w odlewni Końskie (obecnie Koneckie Zakłady Odlewnicze). 
W czasie II wojny światowej działalność OSP w Dziebałtowie została ograniczona, jednak kontynuowała ona działalność.
W 1953 roku jednostka otrzymała od Powiatowej Komendy Straży Pożarnej w Końskich pierwszą motopompę z silnikiem spalinowym. W tym samym roku ze środków własnych straży rozpoczęła się również budowa nowej murowanej strażnicy, którą ukończono w 1956.
W 1975 z Powiatowej Komendy Straży Pożarnej w Końskich jednostka otrzymała samochód pożarniczy Star 26 Gm-8, który w 1979 został zastąpiony Żukiem.
W 1988 przy pomocy Komendy Rejonowej Straży Pożarnej i PZU rozpoczęto modernizację strażnicy. Do istniejącego już budynku dobudowano garaż i pomieszczenie na piętrze.
Z powodu zużycia w 1989 Żuk został wycofany ze służby, jednak na nowy samochód przyszło jednostce czekać do 1992 roku. Rok wcześniej utrzymanie jednostek straży pożarnych przejęły samorządy gminne i to właśnie gmina Końskie zakupiła i przekazała jednostce nowy samochód pożarniczy Star GBA-2,5/16.
W 2001 jednostka została wpisana do rejestru stowarzyszeń pod numerem KRS 0000026296.
We wrześniu 2007 jednostka OSP Dziebałtów została włączona do Krajowego Systemu Ratowniczo-Gaśniczego.
1 października 2011 odbył się jubileusz 85-lecia powstania OSP Dziebałtów. Poświęcono nowy sztandar i figurkę patrona strażaków św. Floriana umieszczoną na fasadzie budynku strażnicy. Jednostka otrzymała również w tym dniu nowy wóz bojowy Mercedes ATEGO 1329. W uroczystościach tych uczestniczyli m.in. przedstawiciele władz gminnych, powiatowych, Zarządu Wojewódzkiego OSP.

## Działalność kulturalna i sportowa
Ochotnicza Straż Pożarna w Dziebałtowie promuje wśród młodzieży zdrowy styl życia organizując i biorąc czynny udział w szeregu zawodów sportowych oraz z sukcesami w zawodach OSP. Jest również czynnym uczestnikiem wielu imprez kulturalnych przeznaczonych przede wszystkim dla dzieci i młodzieży oraz organizatorem festynów m.in. Piknik Historyczny z okazji Dnia Dziecka, na który zapraszały również władze wojewódzkie.

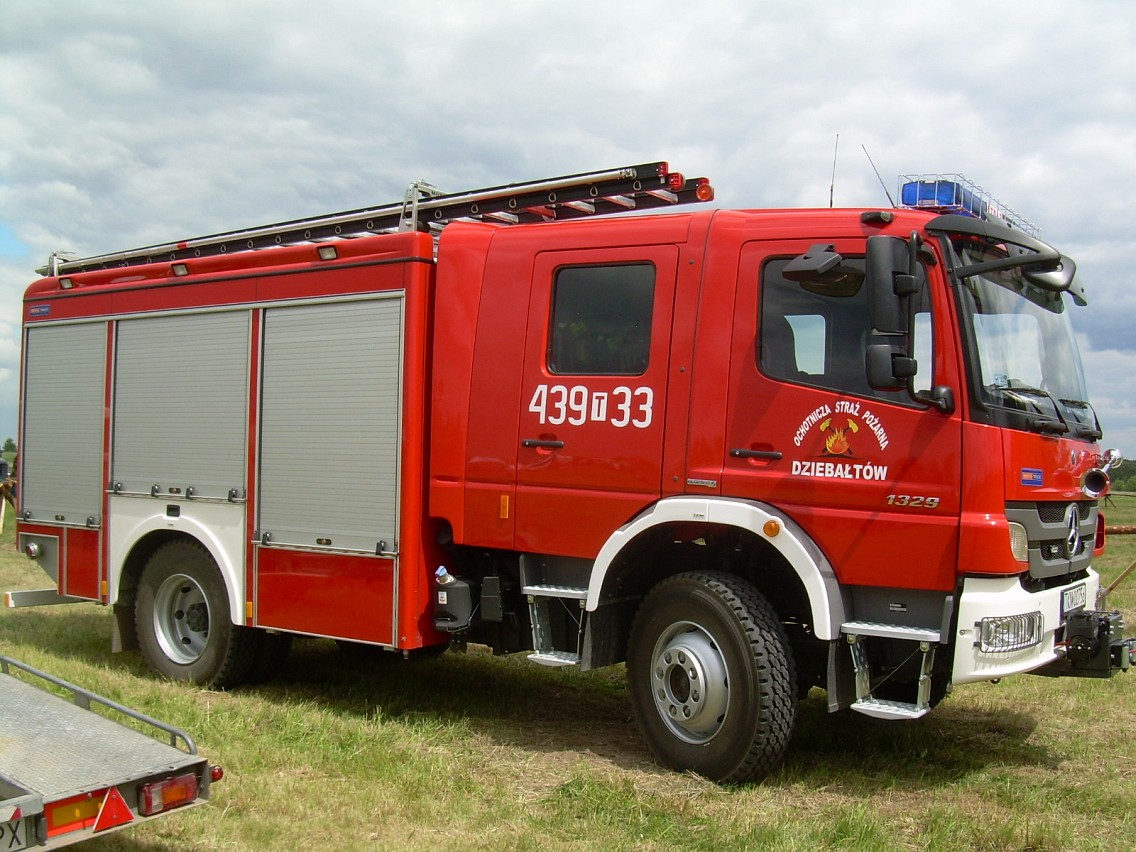
Wóz bojowy OSP Dziebałtów, fotografia zrobiona w trakcie Pikniku Historycznego